# Karl Gustaf Tingvall
Karl Gustaf Tingvall, född 10 december 1863 i Mariestad, död 21 december 1923 i Uppsala, var en svensk läkare.
Karl Gustaf Tingvall var son till andre stadsläkaren Carl Axel Tingvall och Hedvig Elisabeth Carolina Blix. Han avlade mogenhetsexamen 1882 och studerade därefter vid Uppsala universitet där han blev medicine kandidat 1890 och medicine licentiat 1897. Tingvall hade amanuens- och läkarförordnanden vid Akademiska sjukhuset 1897 och slog sig ned som praktiserande läkare i Västerås. Där var han tillförordnad stadsläkare 1898–1902, stadsläkare 1902–1908 och förste stadsläkare 1909, från 1910 till sin död var han förste stadsläkare i Uppsala. Han var i Uppsala dessutom från 1911 överläkare vid epidemisjukhuset, lärare i epidemiologi vid universitetet och läkare vid straffängelset samt från 1918 läkare vid Uppsala läns sinnesslöanstalt. Tingvall var en av initiativtagarna till bildandet av Västerås tuberkulosförening, en av de första i Sverige. Hans namn kom därigenom att förknippas med den begynnande dispensärverksamheten. Karl Gustaf Tingvall är begravd på Uppsala gamla kyrkogård.